# Капела бандуристів ім. М. Леонтовича
Капела бандуристів ім. М. Леонтовича була створена в 1946 році в м. Ґосляр, у Німеччині, яка тоді була в Англійській зоні. Засновники капели — Григорій Назаренко та Петро Гончаренко.
При ній була створена майстерня, де навчилися виготовляти діатонічні бандури харківського типу, які удосконалив Гончаренко.
Григорій Назаренко використав досвід, який він перейняв від Гната Хоткевича в студійний період Полтавської капели бандуристів, і за дуже короткий час створив концертний колектив, який міг змагатися з Українською Капелею Бандуристів з Детройта. Назаренко відтворив репертуар Полтавської капели та манеру виконання.
У 1950 році капела вже перестала існувати. Частина учасників поповнила Українську Капелу Бандуристів і переїхала в США. Інші — емігрували в Англію, Південну Америку, Канаду та Австралію, де продовжили свою кобзарську діяльність.